# Rettenbach, Oberpfalz
Rettenbach är en kommun och ort i Landkreis Cham i Regierungsbezirk Oberpfalz i förbundslandet Bayern i Tyskland.
Kommunen ingår i kommunalförbundet Falkenstein tillsammans med köpingen Falkenstein och kommunen Michelsneukirchen.